# Athetis amorata
Athetis amorata är en fjärilsart som beskrevs av Barnes 1907. Athetis amorata ingår i släktet Athetis och familjen nattflyn. Inga underarter finns listade i Catalogue of Life.